# Joey Wong
Joey Wong (Taipei, 31 juli 1967) is een Taiwanese zangeres en actrice.
Ze werd geboren in Taipei en heeft twee broers en een zuster. Ze is gestopt met acteren en woont momeneel in Canada, waar ze Engels studeert. Ze is 1,73 meter lang. Ze heeft lang bruin haar en bruine ogen.

## Enkele films van Joey Wong
- A Chinese Ghost Story (1987)
- God of Gamblers (1989)
- Web of Deception (1989)
- A Chinese Ghost Story II (1990)
- A Chinese Ghost Story III (1991)
- White Snake, Green Snake (1993)
- Eagle Shooting Heroes (1993)
- Swordsmen 3: The East is Red (1993)

- Biblioteca Nacional de España: XX1287876
- Bibliothèque nationale de France: cb14029833g (data)
- Gemeinsame Normdatei: 1022880284
- International Standard Name Identifier: 0000 0001 1452 4444
- Library of Congress Control Number: no2006033766
- MusicBrainz: 6f75e2b8-651f-4ec6-b419-17ad426f96c0
- Bibliotheek van het Japanse parlement: 00649806
- Nederlandse Thesaurus van Auteursnamen: 317527975
- SNAC: w62n5xrx
- Système universitaire de documentation: 123198410
- Virtual International Authority File: 95316243
- WorldCat: E39PBJrrw7X7v8gGWj9MPCxJjC